# Кривченко, Егор Олегович
Егор Олегович Кривченко (Пустой шаблон {{ВД-Преамбула}} ) — российский хоккеист, нападающий.

## Биография
С шести лет — воспитанник тольяттинской «Лады». С сезона 2007/08 — в команде первой лиги «Лада-2». Сезон-2009/10 провёл в МХЛ в «Ладье» и из команды, занявшей последнее место, перешёл в воскресенский «Химик». Летом 2012 года подписал контракт с «Донбассом», но за команду не сыграл. В сезоне 2012/13 выступал за «Химик», провёл шесть матчей за клуб чемпионата Казахстана «Сарыарка-2». Летом 2013 года оказался в «Дизеле», но ни там, ни в другом клубе ВХЛ — «Кристалле» Саратов (5 матчей) — не закрепился. Провёл в сезоне 4 матча за «Кристалл» Электросталь в РХЛ и 23 — за «Зауралье» В ВХЛ.
Отыграл три сезона (2014/15 — 2016/17) в команде ВХЛ «Рязань», после чего завершил профессиональную карьеру.
Победитель хоккейного турнира зимней Универсиады 2015 года.
Окончил Тольяттинский государственный университет (2008—2013). Хоккейный тренер.
Младший брат Остап (род. 1994) провёл три сезона (2012/13 — 2014/15) в низших хоккейных лигах России.